# Cerkev sv. Mihaela, Grosuplje
Stara cerkev svetega Mihaela je pokopališka cerkev, ki stoji na cerkvenem hribu v središču Grosuplja, v neposredni bližini nove župnijske cerkve sv. Mihaela, zgrajene leta 1972.
V osnovi je srednjeveška, leta 1853 pa so jo temeljito prenovili. Glavni oltar, izdelan v prvi polovici 19. stoletja, so leta 1960 preoblikovali po načrtih arhitekta Janeza Valentinčiča. Veliki zvon je leta 1893 vlil Albert Samassa.